# Molophilus (Molophilus) basispina
Molophilus (Molophilus) basispina is een tweevleugelige uit de familie steltmuggen (Limoniidae). De soort komt voor in het Australaziatisch gebied.